# Piper quimirianum
Piper quimirianum är en pepparväxtart som beskrevs av William Trelease. Piper quimirianum ingår i släktet Piper och familjen pepparväxter. Inga underarter finns listade i Catalogue of Life.